# Marcel Martin
Marcel Martin (Nancy, 12 de octubre de 1926-París, 4 de junio de 2016) fue un crítico e historiador de cine francés.

## Biografía
Después de estudiar Literatura y Filosofía, y luego Filmología, Marcel Martin publicó su primer libro, Le Langage cinématographique, en 1955. Crítico de cine en Les Lettres françaises desde 1948, colaboró después en varios periódicos y revistas: Cinéma, Présence du cinéma, Révolution y Regards. Redactor jefe de la revista Écran de 1972 a 1979, fue miembro del consejo de redacción de La Revue du cinéma de 1980 a 1989.
Profesor de la Universidad Nihon y de la Notre Dame Seishin (Sagrado Corazón) de Tokio; impartió clases también en otras universidades de París, Montreal y Santa Bárbara (California).
Fue presidente de honor de la FIPRESCI (Federación Internacional de la Prensa Cinematográfica) tras haber sido su secretario general de 1972 a 1987 y presidente de 1987 a 1991. Fue seleccionador de la Semana de la Crítica del Festival de Cannes de 1966 a 1983 y de 1991 a 1997.